# Синеухая земляная горлица
Синеухая земляная горлица (лат. Columbina cyanopis) — очень редкая птица из рода земляных горлиц (Columbina) семейства голубиных (Columbidae). Эндемик Бразилии.

## Описание
Синеухая земляная горлица — небольших размеров птица с длиной тела 15,5 см. Голова, шея, грудь, надхвостье и крылья имеют яркую рыжевато-коричневую окраску. Спина и значительная часть живота бледно-коричневые. Перья на горле беловатого оттенка. На крыльях присутствуют тёмно-синие пятна. Маховые первого порядка тёмно-коричневые. Хвост черноватый. Радужная оболочка голубого цвета. Клюв чёрный, с серым основанием. Оперение самок более бледное, в особенности на животе.
К числу похожих на синеухую земляную горлицу видов относится близкородственная коричневая земляная горлица (Columbina talpacoti).
Вокализация неизвестна.
Синеухая земляная горлица населяет саванну серрадо. Один раз птицы были замечены на рисовом поле после сборки урожая. Встречаются поодиночке или в парах. Ввиду редких наблюдений иные аспекты биологии вида остаются неизвестными.

## Распространение и статус популяции
Синеухая земляная горлица известна по очень небольшому количеству наблюдений в широких пределах внутренних районов Бразилии. Небольшая популяция присутствует на территории экологической станции Серра-дас-Арарас в штате Мату-Гросу; последнее наблюдение в пределах заповедного объекта относится к 2007 году. Другие встречи с птицами произошли вблизи города Куяба (штат Мату-Гросу) в 1980-х годах, и в Кампу-Гранди (штат Мату-Гросу-ду-Сул) в 1992 году, когда была замечена одна особь. Исторические наблюдения также скудны: пять экземпляров из Мату-Гросу в 1823-1825 годах, два из Гояса в 1940-1941 году, и один из Сан-Паулу в 1904-м. Первые фотографии сделаны в мае 2016 года в штате Минас-Жерайс, после обнаружения не менее 12 горлиц в июне 2015 года.
Численность популяции оценивается в 50—249 взрослых особей, основываясь на анализе известных наблюдений вида, описаниях численности и размерах ареала. По всей видимости, птица была редкой ещё до середины XX века, когда началось активное сельскохозяйственное освоение саванны серрадо. Причины такой редкости неизвестны, однако в настоящее время горлицам грозит серьёзное разрушение среды обитания. Международный союз охраны природы относит вид к категории находящихся на грани исчезновения (Critically Endangered).
В качестве мер сохранения горлицы Международный союз охраны природы предлагает проведение доскональных исследований в горах Серра-дас-Арарас, вблизи Куябы и Кампу-Гранди, в национальных парках Эмас и Шапада-дус-Веадейрус, в пределах экологической станции Ике-Журуэна и вдоль границы штатов Токантинс и Гояс с целью определения численности популяции, изучения экологии и, при необходимости, более тщательной защиты этих районов.